# Marta Estrada Miyares
Marta Estrada Miyares (Granollers, Vallés Oriental, 1946) es una investigadora española, considerada una oceanógrafa y bióloga marina de prestigio y relevancia internacional. Sus estudios más destacados se basan en la caracterización fisiológica y en el impacto ecológico de las algas y del fitoplancton.

## Trayectoria profesional
Hija de padres aficionados a la arqueología, Marta Estrada nació en Granollers. Inició sus estudios en la Escuela Municipal del mismo municipio y los prosiguió en el Instituto Verdaguer de Barcelona. Se licenció con un expediente brillante y matrícula de honor en Ciencias Biológicas el año 1968 y en Medicina y Cirugía en 1970 en la Universidad de Barcelona. Al final de sus estudios universitarios fue galardonada con el Premio Extraordinario de Licenciatura, el Premio Nacional de Fin de Carrera y el Lazo de la Orden Civil de Alfonso X el Sabio, los tres recibidos en 1969. Un año antes, en 1968, había recibido una beca del Plan de Formación del Personal Investigador para hacer una tesis bajo la dirección de Ramón Margalef López en el Instituto de Investigaciones Pesqueras (IPP), que presentó en 1976 con el nombre Estudios sobre las poblaciones de organismos acuáticos en medio no uniforme y por el cual se le otorgó el título de doctora en Biología con el Premio Extraordinario de Doctorado de la Universidad de Barcelona.
En paralelo, a finales de la década de los 60, Estrada participó como miembra del equipo científico en diversas campañas del buque oceanográfico Cornide de Saavedra, que tuvo una relevancia destacada en el progreso de las investigaciones oceanográficas españolas. Participó realizando diversas funciones, entre ellas, el control del ordenador de a bordo, la determinación de la clorofila y la producción primaria y también la toma de datos en continuo de temperatura, salinidad y nutrientes. En 1971 recibió la plaza de Colaboradora Científica, con destino al IIP, actualmente el Instituto de Ciencias del Mar de Barcelona (ICM-CSIC), aunque no hizo uso de ella hasta 1972, cuando volvió de una estancia de seis meses en EUA, como becada por el Institute of International Education, que le sirvió para ampliar también los estudios que comenzó durante su tesis. Allí trabajó, entre otros, en el Instituto Oceanográfico de Woods Hole y a bordo del barco oceanográfico costarriqueño Thompson.
A mediados de los años 70, Marta Estrada comenzó a especializarse en la ecología del fitoplancton y en las poblaciones de algas nocivas, de las cuales investigó los mecanismos de control de sus proliferaciones. Participó en dos programas oceánicos estadounidenses destacados —el Coastal Upwelling Ecosystems Analysis (CUEA) y el Organization of Persistent Upwelling Structures (OPUS)— y realizó expediciones a Perú, Costa Rica, el noroeste de África y California, resultado de una colaboración de intercambio de científicos entre el IIP y la Universidad de Washington. Durante esta etapa llevó a cabo estudios exhaustivos de la productividad del fitoplancton y de su biomasa, consumo de nitrato y composición natural.
Más adelante, continuó centrando su investigación en el fitoplancton y en su interacción con el ecosistema global marino. Formó parte de exploraciones oceanográficas en el mar Mediterráneo y en los océanos Atlántico, Ártico y Antártico. Por lo que respeta a este último, se encuentra la expedición que compartió con la también oceanógrafa catalana Josefina Castellví Piulachs en 1984 a bordo del barco argentino Almirante Irizar (dirigida por Antonio Ballester Nolla). Con esta expedición, Estrada y Castellví se convirtieron en las primeras españolas en pisar la Antártida. Ya en los 80, Estrada fue jefa del departamento de Biología Marina y Oceanografía del Instituto de Ciencias del Mar del CSIC (nueva denominación del Instituto d'Investigaciones Pesqueras) y entre 1995 y 1997 fue directora de la misma institución.
Hasta la actualidad ha publicado un gran número de trabajos en revistas internacionales especializadas, así como libros y capítulos de volúmenes sobre oceanografía. También ha participado en conferencias y congresos, ha dirigido diversos doctorandos y supervisado a numerosos investigadores postdoctorales y ha impartido clases en la Universidad de Barcelona, en la Universidad de Las Palmas de Gran Canaria y en la Universidad Internacional Menéndez Pelayo.

## Distinciones y afiliaciones institucionales
Además de las distinciones académicas por sus titulaciones como licenciada y doctora, Estrada fue galardonada en 1992 con el Premio Trégouboff de la Academia de las Ciencias de París. En 1995, la Generalidad de Cataluña le otorgó la Medalla Narcís Monturiol al mérito científico y tecnológico y en 2004 se le concedió la Creu de Sant Jordi.
Socia de la Sociedad Catalana de Biología desde el año 1996 y habiendo ostentado la vicepresidencia, en noviembre de 2016 fue distinguida con el título de socia honorífica de la entidad. También se convirtió en miembra numeraria de la Sección de Ciencias Biológicas del Instituto de Estudios Catalanes en el año 2011, con la pronunciación del discurso de recepción Ecología de las mareas rojas. En diciembre de 1999 también fue nombrada Académica electa de la Real Academia de Ciencias y Artes de Barcelona. En el acto de ingreso pronunció la conferencia Hidrodinámica y fitoplancton en el mar catalán. En 2017 el Ayuntamiento de Barcelona le otorgó la Medalla de Honor, junto a la abogada y política Magda Oranich y el cantante José María Sanz Beltrán, Loquillo.
En 2016 el Instituto de Enseñanza Secundaria de Granollers, creado el curso anterior, adoptó como nombre definitivo el nombre de IES Marta Estrada en reconocimiento a su labor y méritos científicos y tecnológicos.
Otras asociaciones o entidades de las cuales ha sido miembra o afiliada son las siguientes:
- ICES Advisory Committee on Marine Pollution (1989-1992)
- AD- ENA-WWF World Wildlife Foundation (1990-1992)
- Physiological Ecology of Harmful Algal Blooms (1992-1998)
- Scientific and Steering Committee (1998-2000) del programa internacional Global Ecology and Oceanography of Harmful Algal Blooms (GEOHAB) de la UNESCO (SCOR/IOC-UNESCO)
- Working Group 97 del Special Committee on Oceanic Research (SCOR) del International Council for Science (ICSU)
- Diversos equipos de expertos sobre cambio climático en Cataluña
- Jurado del Premio Ramon Margalef de Ecología
- Centro Excursionista de Cataluña

## Algunas publicaciones
- marta Estrada. 2011. Ecologia de les marees roges: discurs de recepció de Marta Estrada i Miyares com a membre numerària de la Secció de Ciències Biològiques. Editor Institut d'Estudis Catalans, Secció de Ciències Biològiques, 35 pp. ISBN 84-9965-067-8, ISBN 978-84-9965-067-8

- clara Llebot, y.h. Spitz, j. Solé, marta Estrada. 2010. The role of organic nutrients and dissolved organic phosphorus in the phytoplankton dynamics of a mediterranean bay. A modelling study. J. of Marine Systems 83: 192-209. https://doi.org/10.1016/j.jmarsys

- ----------------, a. Turiel, marta Estrada, clara Llebot, d. Blasco, j. Camp, m. Delgado, m. fernáandez-Tejedor, j. Diogène. 2009. Climatic forcing on hydrography of a Mediterranean bay (Alfacs bay). Continental Shelf Res. 29 (200): 1786-1800. https://doi.org/10.1016/j.csr.2009.04.012

- marta Estrada, p. Henriksen, j.m. Gasol, e.o. Casamayor, c. Pedrós-Alió. 2004. Diversity of planktonic photoautotrophic microorganisms along a salinity gradient as depicted by microscopy, flow cytometry, pigment analysis and DNA-based methods. FEMS Microbiology Ecology 49: 281-283. https://doi.org/10.1016/j.femsec.2004.04.002

- ------------------. 2004. El Dr. Ramón Margalef y la oceanografía. Colaboró en la Sociedad Española de Ficología. 2 pp. http://hdl.handle.net/10261/149076

- ------------------, e. Bardalet, m. Vila, c. Marrasé. 2003. Effects of pulsed nutrient enrichment on enclosed phytoplankton: ecophysiological and successional responses. Aquatic Microbial Ecology, 32: 81-71. https://doi.org/10.3354/ame032061

- ------------------, r.a. Varela, j. Salat, a. Cruzado, e. Arias. 1999. Spatio-temporal variability of the winter phytoplankton distribution across the Catalan and North Balearic fronts (NW Mediterranean). J. Plankton Res., 21: 1-20. https://doi.org/10.1093/plankt/21.1.1

- ------------------, e. Bardalet. 1998. Effects of turbulence on phytoplankton. A,D,M. Anderson, A.D. Cambells, G.M Hallegraeff (eds.). Physiological ecology of harmful algal blooms. NATO-ASI Series, vol. G41, Springer Verlag, Berlin, pp. 601-618.https://www.researchgate.net/profile/Elisa_Berdalet/publication/313045373_Effects_of_turbulence_on_phytoplankton/links/58b6aad4aca27261e5181944/Effects-of-turbulence-on-phytoplankton.pdf

- ------------------. 1995. Dinoflagellate assemblages in the Iberian upwelling area. En: Lassus, P., Arzul, G., Erard, E., Gentien, P., Marcaillou, C. (eds.): Harmful marine algal blooms. Technique et Documentation. Lavoisier, Intercept Ltd. Cachan, pp: 157-162.

- ------------------. 1995. El fitoplancton antártico. Vol. 167 de Informes técnicos de Scientia Marina. Editor Instituto de Ciencias del Mar (CSIC), 15 pp. https://digital.csic.es/bitstream/10261/146210/1/Estrada_1992.pdf

- ------------------. 1986. Mareas rojas. Vol. 132 de Informes técnicos del Instituto de Investigaciones Pesqueras. Editor Centro Nacional de Ciencias del Mar, 16 pp.https://digital.csic.es/bitstream/10261/150033/1/Estrada_1986.pdf

- ------------------. 1978. Estudios sobre poblaciones de organismos acuáticos en medio no uniforme. Editor Universidad, Secretariado de Publicaciones, Intercambio Científico y Extensión Universitaria, 28 pp. https://digital.csic.es/bitstream/10261/160583/1/Estrada_Thesis_1976.pdf
- Su bibliografía completa se puede encontrar en: https://orcid.org/0000-0001-5769-9498